# Nyirokkeringés

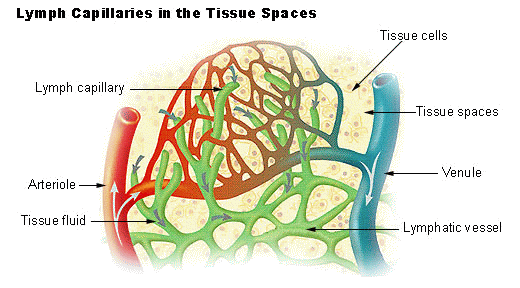
Angol nyelvű sémája

A nyirokkeringés egyrészt kiegészíti a vénás keringést a szövetközötti folyadék elvezetésében, másrészt a nyirokerek útjába iktatott szűrők – a nyirokcsomók – és az egész nyirokrendszer részeként fontos alkotórészei a szervezet védekezőrendszerének.

## Anyagtranszport a kapillárisokban
A kapillárisfalon át az anyagtranszport diffúzióval vagy filtrációval történhet:

### Diffúzió
A gázok és a zsíroldékony anyagok (lipidek) jutnak át az érfalon. Az áramlás iránya a nyomásviszonyoknak megfelelően a kapillárisból a sejtek közötti térbe, vagy onnan a kapillárisba történik; ez a fajta anyagtranszport gyors. A víz és a vízben oldott anyagok nem tudnak az érfalon (endothelsejten) átjutni, diffúziójuk csak a kapillárisfalat alkotó endothelsejtek közötti kapcsolódásoknál lehetséges: ez a „gap junction”.

### Filtráció (szűrés)
A hidrodinamikai törvények alapján történik. A kapillárisfal szemipermeabilis (dializáló, vagyis félig-áteresztő) hártya, amely a nagy molekulájú anyagokat (pl. fehérjéket) nem engedi át. A normális vérplazma kolloidozmotikus nyomása a kapillárisvérben kb. 25 Hgmm. Ezért, és a vérnyomás filtráló hatása miatt az áramlás az érfalon át az érből kifelé történik. A kapillárishurok artériás oldalán a nyomás hatására lép ki a folyadék, és a benne oldott krisztalloidok és gázok (oxigén, szén-dioxid, nitrogén); a kapillárishurok vénás oldalán pedig alacsonyabb a nyomás, mint a sejtek közötti térben, ezért a folyadék az érbe áramlik.

## A kapillárisfalon kilépő és a benne maradó folyadék közötti egyensúlyi állapot tényezői
- a kapillárisban uralkodó nyomás
- a kapillárison belüli és kívüli folyadék ozmotikus nyomása
- a sejt közötti folyadék elvezetése egyéb úton (nem a vérben).

## A szövetközti folyadék és a nyirokkeringés
Bizonyos nyomáskülönbségek miatt a hajszálerek artériás szakaszán a szövetközti térbe került folyadék nem tud maradéktalanul visszaszívódni a vénás szakaszba. A szövetközti térben a fehérjekoncentráció alacsonyabb a vérplazmáéhoz képest.

## A nyirokerek felépítése és működése
A szövetközti térben kesztyűujjszerű vak tasakként kezdődnek az egyrétegű endothelsejtfallal (egy speciális hámsejt) körülvett nyirokhajszálér (nyirokkapilláris). Ezek endothelsejtjei könnyen átengedik a nagy molekulákat is (pl. fehérjék és a kolloidálisnál nagyobb részecskék). A kapillárisba fel nem vett fölösleges sejtközötti folyadékot a nyirokhajszálerek vezetik el. Ezek kevés kivétellel (pl. központi idegrendszer) szinte minden szövetben előforduló endothelcső-hálózatok. A kapillárisok fokozatosan nagyobbodó nyirokerekbe szedődnek össze (vasa lymphatica). A nyirokhajszálereket laza rostos kötőszövet veszi körül.

## A nyirokszervek és immunrendszerbeli funkcióik
A nyirokszervekhez tartoznak a mandulák (tonsilla), a csecsemőmirigy (timusz), a nyirokcsomók, (nodus lymphaticus), a lép (lien), a belek összekapcsolódott és magányos nyiroktüszői (folliculi aggregati és solitarii), a féregnyúlvány (appendix) és a nyirokerek (vasa lymphatica). A szövetekbe jutó koromszemcsék vagy például streptococcusok a nyirokerek útján bejutnak a nyirokcsomókba és ott le is rakódnak; miután a nagy falósejtek (macrophagok), (a fehérvérsejtek egy fajtája) bekebelezték (fagocitálták) a kolloidálisnál nagyobb részecskét, bevándorolnak a nyirokerekbe, és a nyirokárammal sodródnak tovább. Normális körülmények között is nagyon kevés, de főleg gyulladásos állapotban jutnak be kolloidális anyagok (főként fehérjék) a sejtek közti térbe. Ezek elszállítása a nyirokérrendszer feladata (és nem a vérkapillárisoké). Míg a nyirokcsomók a nyirokkeringésbe iktatott szűrők, a lép a vérkeringésbe iktatott szűrő. Ezen túlmenően a nyirokszerveknek alapvető szerepe van az ellenanyagok által közvetített (humorális) és a sejtes (celluláris) (főleg T-limfociták által közvetített) immunitásban.

## A nyirok(lympha)összetétele
A nyirokerekbe bejutott szövetközti folyadék, vagyis víz, a benne oldott krisztalloidok és gázok (szén-dioxid, oxigén és nitrogén), kevés kolloid, valamint kis és nagy nyiroksejtek (lymphocyták). A lymphocyták a nyirokszervekben termelődnek. A képződő nyirok mennyisége a szövet pillanatnyi állapotától függ, egy nap alatt kb. 2-4 liter nyirok termelődik. (Víztiszta vagy szalmasárga folyadék.)

## A nyirokerek
A nyirokhajszálerekből nagyobb nyirokerek szedődnek össze (vasa lymphatica). A mélyen húzódó nyirokerek a nagyobb mély érkötegekhez csatolva, a felszíniek pedig a bőr alatt a vénáktól függetlenül haladnak. Falszerkezetük a vénákéra hasonlít endothel, belhártya (intima), simaizomréteg (media), és kötőszövet (adventitia).
A sűrűn, szabályos közönként elhelyezett kettős billentyűk (amelyek a fő nyiroktörzsek felé vezetnek, így az áramlás csakis egyirányú!) közötti tágulatok miatt jellemzően gyöngyfüzérszerűek a nyirokerek, amelyek borsónyi-babnyi nyirokcsomókba (nodi lymphatici) nyílnak. A nyirokcsomóba vezető eret vas afferensnek hívják, a bab alakú szerv domború oldalán lép be, míg az elvezető eret vas efferensnek, ez pedig a homorú oldalon hagyja el a nyirokcsomót.
Minden testtájéknak, szervnek, szervrészletnek megvannak a maga regionális nyirokcsomói, melyek sorbakapcsolva akár háromszor, négyszer is megszűrik a nyirkot, amíg az a fő nyiroktörzsekhez ér, amelyek a mellvezeték (ductus thoracicus) és a jobb oldali fő nyiroktözs (truncus lymphaticus dexter) a vénás rendszer speciálisan alacsony nyomású pontjára a belső nyaki véna (vena jugularis interna) és a kulcscsont alatti véna (vena subclavia) összeömléséhez (angulus venosus) vezetik azt. Tehát a szövetnedv visszakerül a vérkeringésbe!

## A nyirokereknek fontos szerepük van a tápcsatorna működésében
Ahol a bélbolyhok (villi intestinales) tengelyében kezdődő nyirokerekbe szívódnak fel a zsírok, amelyek így lassabban, elhúzódó időben kerülnek a vénás vérbe.

## A nyirok áramlása
A nyirokerekben a nyirok egyirányú áramlását részben a környező szövetek mozgása közben létrejövő nyomás, részben a nagyobb nyirokerek endotheljét körülvevő simaizomelemek ritmikus kontrakciói (összehúzódásai) biztosítják. Döntő az izompumpa szerepe, ami a harántcsíkolt izomzat működésekor jön létre.

## A nyirokrendszer betegségei
A nyirokrendszer legközönségesebb és legfontosabb zavara a vizenyő (ödéma), amelyben rendellenes mennyiségben felgyülemlik a szövetközti folyadék, például a szövetközti térben felszaporodó nátriumionok miatt. Ennek okai lehetnek ún. elsődlegesek, illetve másodlagosak.
Elsődleges ok, ha nem más betegség áll a háttérben, hanem születéstől kezdve elégtelen a szervezetben a nyirokrendszer működése. Ilyen pl. a nyirokerek fejlődési rendellenessége, vagy az alulfejlett nyirokérhálózat.
Másodlagos nyiroködéma okok többek között: sérülések (traumák), visszérbetegség, szépészeti plasztikai műtétek, krónikus vénás elégtelenség, trombózist követő állapot, daganatos betegség műtétje (szinte mindig érintik a nyirokcsomókat).
Ezenkívül kialakulhat heveny (akut) nyirokérgyulladás (lymphangitis), amit leggyakrabban A csoportú (streptococcusok) okoznak. A nyirokutak el is záródhatnak (lymphoedema) gyulladást követő hegesedés, rosszindulatú daganat (carcinoma) miatt. Ha az ödéma tartósan fennáll, a kötőszövet felszaporodását (fibrosist) okoz, ami narancshéj-szerű bőrnek látszik, ez pedig egy tumor-áttét (metastasis) nyirokutakon való terjedését feltételezi. A nyirokszövetből (illetve a nyirokrendszer sejtjeinek előalakjaiból) kiinduló daganatok a (lymphomák), melyeket két csoportra osztanak: Hodgkin-kór (Hodgkin-lymphoma), és (non-Hodgkin-lymphomák), mindkét csoportba eső tumorok rosszindulatúak.